# Femme d’Afrique : la vie d'Aoua Kéita racontée par elle-même
Femme d’Afrique : la vie d'Aoua Kéita racontée par elle-même, est un livre autobiographique d’Aoua Keïta,. Paru en 1975 aux éditions Présence africaine, l’œuvre reçoit le grand prix littéraire d’Afrique noire en 1976.

## Résumé
L’ouvrage retrace les aléas du parcours politique et professionnel de l'auteure Aoua Keïta de 1930 à 1960. Il permet de découvrir la vie d'une intellectuelle africaine soumise à la double influence de la colonisation et des traditions africaines, deux formes de pouvoir qui étaient loin de répondre aux aspirations des femmes de l'époque et incitèrent quelques pionnières à prendre en main leur destinée,.
Aoua Keita nous restitue dans ce livre la vie quotidienne dans le Soudan de son enfance, relate la manière dont une jeune sage-femme introduit la médecine occidentale dans les années 1930 auprès des femmes de Gao, décrit les activités de la courageuse militante du RDA avant l'indépendance, expose les événements historiques qui ont abouti à la création, puis à l'éclatement de la Fédération du Mali, tels qu'ils étaient vécus par la seule femme élue au Bureau politique de I'USRDA et au Bureau des Syndicats des Travailleurs du Soudan et qui sera élue député aux élections législatives de 1959. Elle nous y transmet sa connaissance directe des sociétés africaines affectées par des bouleversements profonds.